# L'Oliva (l'Esquirol)
L'Oliva és una masia a uns 1,5 km al nord del nucli de l'Esquirol (Osona). Masia del segle xviii registrada als fogatges de les «Parròquies del derme de Corcó, St. Jolia de Cabrera, St. Llorens Dosmunts, St. Bartomeu Sagorga, St. Vicens de Casserres i St. Martí Çescorts, fogajat a 11 octubre 1553 per Bartomeu Bertrana balle com apar en caster 241», on consten uns tals Beatriu Oliba i Bartomeu Oliba.
Masia de planta quadrada (11 x 11), coberta a dues vessants i amb el carener paral·lel a la façana situada a tramuntana, que es troba adossada al pendent del terreny. Consta de baixos (al sector sud), planta baixa i pis. Totes les obertures tenen els emmarcaments de gres. La façana principal presenta un portal rectangular amb llinda datada (1752) i dues finestretes amb llangardaix i al primer pis dues de quadrades. La façana a llevant presenta un cos adossat de teulada més baixa, que s'utilitza en part com a habitatge i en part com a accés cap a les corts. Aquest cos s'uneix a un altre de molt gran cobert a una sola vessant i que desguassa a migdia, i presenta un portal en la façana nord. La façana a ponent presenta un bonic portal amb llinda de roure corbada i tres espieres a la planta; al primer pis tres finestres rectangulars amb ampit motllurat. La façana sud presenta un cos de porxos amb dos pilars de totxo centrals a nivell del primer pis. El porxo presenta un portal rectangular, a la part oriental d'aquesta façana hi ha un finestral al primer pis que dona llum a la cuina.